# Susan Bassnett
Susan Bassnett (1945) es una escritora, poeta, académica de literatura comparada. Durante una década ejerció el cargo de pro-vicecanciller en la Universidad de Warwick y disertó en el Centro de Traducción y Estudios Culturales Comparados, que cerró en 2009. Educada en Europa, comenzó su carrera en Italia.
Ha escrito más de veinte libros, muchos de ellos obras de referencia en la especialidad. Se destacan Translation Studies (1980). y Comparative Literature (1993). Su obra más reciente, editada en conjunto con Peter Bush, es The Translator as Writer (2006). En 2009 apareció en un libro sobre Ted Hughes. Otro interesante libro, editado por Bassnett es Knives and Angels: Women Writers in Latin America.
Además de sus obras académicas, Bassnett escribe poesía.

## Honores
- 2007: electa miembro de la Royal Society of Literature.[3]